# Busale
Busale ist ein Verwaltungsbezirk (Ward) des Distrikts Kyela in der tansanischen Region Mbeya. Er grenzt im Norden an den Distrikt Rungwe, im Osten an den Bezirk Ipande, im Süden an Itope, im Südwesten an den Bezirk Ngana und im Westen an den Distrikt Ileje der Region Songwe.

## Geografie
Busale ist ein ländlicher Bezirk im Südwesten von Tansania. Die Grenze im Westen und im Südwesten bildet der Fluss Kiwira. Die Fläche des Bezirks beträgt 55,1 Quadratkilometer und bei der Volkszählung 2022 lebten hier 7637 Menschen in 2250 Haushalten.

## Gliederung
Der Bezirk besteht aus fünf Gemeinden (Mtaa) mit 20 Orten (Kitongoji):

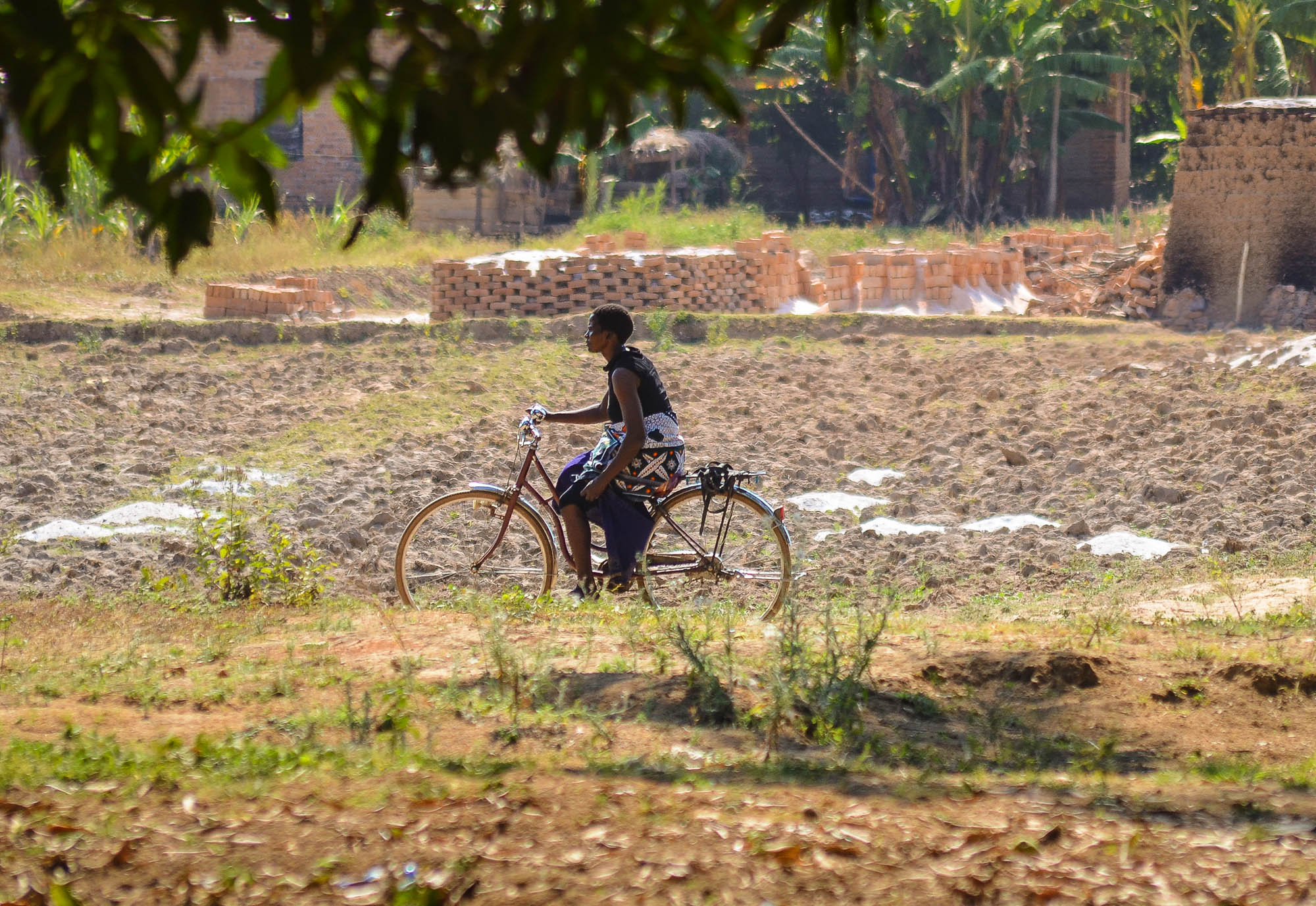
Schwangere Frau auf dem Weg zur Apotheke in Lema

| Busale - Busale - Kabale - Kanyasi - Lupakano - Nyibuko - Sumbi | Ikomelo - Itembe - Ikombe - Mahenge - Busoka | Masoko - Sanu - Lwangwa - Mwati | Busoka - Busoka - Ngokoto - Chivanje | Lema - Kubuguru - Sokoni - Katyongoli - Mafiga |

## Wirtschaft und Infrastruktur
- Landwirtschaft: In Busale befindet sich ein Zentrum für künstliche Befruchtung.[5]
- Bildung: Die weiterführenden Schulen Ngana Secondary School und Kiwira Coal Mine Secondary School bilden Jugendliche bis zur 4. Stufe aus.[6][7]
- Gesundheit: Im Bezirk gibt es drei staatliche Apotheken, je eine in den Gemeinden Busale,[8] Busoka[9] und Lema.[10]
- Straße: Durch den Bezirk verläuft die asphaltierte Nationalstraße T10, die von der Regionshauptstadt Mbeya im Norden nach Süden nach Malawi und zum Malawisee führt.[11][12]